# Cophixalus verrucosus
Cophixalus verrucosus es una especie de anfibio anuro de la familia Microhylidae.

## Distribución geográfica
Originaria del extremo suroriental de la isla de Nueva Guinea, de las islas de Entrecasteaux y del archipiélago de las Luisiadas.